# 1189
Năm 1189 là một năm trong lịch Julius.